# Alerre
Alerre é um município da Espanha, na província de Huesca, comunidade autónoma de Aragão. Tem 8,95 km² de área e em 2021 tinha 208 habitantes (densidade: 23,2 hab./km²). Pertence à comarca de Hoya de Huesca, e limita com os municípios de Chimillas, Banastás e Huesca.